# Difenilmetanol
Difenilmetanolul (denumit și benzhidrol sau difenilcarbinol) este un compus organic cu formula chimică (C6H5)2CHOH. Este un solid alb și un alcool secundar derivat de la difenilmetan.

## Obținere
Difenilmetanolul poate fi obținut în urma unei reacții Grignard ce are loc între bromura de fenilmagneziu și benzaldehidă. O metodă alternativă implică un proces de reducere a benzofenonei cu borohidrură de sodiu sau cu pulbere de zinc sau cu amalgam sodic și apă.